# Daïras de la wilaya de Tindouf
La wilaya de Tindouf n'est composée que d'une seule daïra (circonscription administrative).
L'unique daïra de la wilaya de Tindouf est la daïra de Tindouf qui comprend les communes de Tindouf et d'Oum el Assel. 